# فيلي جونستون
فيلي جونستون (بالإنجليزية: Willie Johnston)‏ (19 ديسمبر 1946 في المملكة المتحدة - ) هو لاعب كرة قدم بريطاني في مركز الوسط، شارك في كأس العالم 1978. وشارك مع منتخب اسكتلندا لكرة القدم. أما مع النوادي، فقد لعب مع برمنغهام سيتي ونادي جنوب الصين ونادي رينجرز وهارت أوف ميدلوثيان ووست بروميتش ألبيون ونادي إيست فيف وفانكوفر وايتكابس ورابطة كرة القدم الاسكتلندية الحادية عشر ‏.

## وصلات خارجية
- فيلي جونستون على موقع الاتحاد الإسكتلندي (الإنجليزية)
- فيلي جونستون على موقع قاعدة بيانات كرة القدم.إي يو (الإنجليزية)
- فيلي جونستون على موقع ناشيونال فوتبول تيمز (الإنجليزية)